# جون كولين (لاعب هوكي الجليد)
جون كولين هو لاعب هوكي الجليد كندي، ولد في 2 أغسطس 1964 في Puslinch, Ontario ‏ في كندا.

## وصلات خارجية
- جون كولين على موقع دوري الهوكي الوطني (الإنجليزية)
- جون كولين على موقع قاعة مشاهير الهوكي (لاعب أن.إتش.أل) (الإنجليزية)
- جون كولين على موقع EliteProspects.com (الإنجليزية)
- جون كولين على موقع HockeyDB.com (الإنجليزية)
- جون كولين على موقع Hockey-Reference.com (الإنجليزية)